# Carex pulchrifolia
Carex pulchrifolia är en halvgräsart som beskrevs av Andrey Evgenievich Kozhevnikov. Carex pulchrifolia ingår i släktet starrar, och familjen halvgräs. Inga underarter finns listade i Catalogue of Life.